# Mădălin Răileanu
Mădălin Răileanu (sinh ngày 31 tháng 5 năm 1997) là một cầu thủ bóng đá người România thi đấu cho Metaloglobus București theo dạng cho mượn từ Astra Giurgiu ở vị trí tiền vệ.